# نصر بن حجاج

نصر بن حجاج بن علاط بن خالد بن ثوير بن حنثر بن هلال بن عبيد بن ظفر بن سعد بن عمرو بن تيم بن بهز بن امرئ القيس بن بهثة بن سليم بن منصور السلمي ثم البهزي.
اشتهر بجماله .. وقيل أن عمر بن الخطاب رضي الله عنه سمـع وهـو يـعـس بليـلٍ امـرأة تقول:
فلما أصبح سأل عنه عمر بن الخطاب رضي الله عنه، فإذا هو من بني سُليم، فأرسل إليه فأتاه فــإذا هـو مـن أحـسن الناس شعراً وأحسنهم وجهاً، فأمر عمر أن يحلق شعره، ففعل، فخرجت جبهته فازداد حسناً. ثم سمعها عمر بعد ذلك تقول:
فنفاه عمر رضي الله عنه إلى البصرة، وأقسم أنه لا يدخل المدينة أبداً ما دام هو فيها.
ولما كان بالبصرة ساقه الشوق إلى المدينة فأنشد لعمر يقول ..
ولكن عمر رضي الله عنه لم يسمح له بالقدوم ..
مصدر كتاب الاستقامة لابن تيمية